# نیکپای (هزاره)
نیکپای یک قبیله هزاره‌ها در افغانستان است که عمدتاً از ولایت بدخشان می‌باشند.